# Diagramă ternară

O diagramă ternară de inflamabilitate, care arată ce amestecuri de metan, oxigen gazos și azot gazos inert vor arde

O diagramă ternară, diagramă triunghiulară  sau triunghi Gibbs este o reprezentare grafică baricentrică⁠(d) în trei variabile care se însumează la o constantă. În ea sunt reprezentate grafic rapoartele celor trei variabile ca poziții într-un triunghi echilateral. Este utilizată în chimie fizică, petrologie, mineralogie, metalurgie și alte științe fizice pentru a arăta compozițiile sistemelor compuse din trei specii. Diagramele ternare sunt instrumente pentru analiza datelor compoziționale⁠(d) în cazul tridimensional.
Într-o diagramă ternară, suma valorilor celor trei variabile a, b și c trebuie să fie constantă, K. De obicei, această constantă este 1,0 sau 100 %. Deoarece a + b + c = K pentru toate substanțele reprezentate grafic, nicio variabilă nu este independentă de celelalte, deci trebuie cunoscute doar două variabile pentru a găsi punctul unui eșantion pe grafic: de exemplu, c trebuie să fie egal cu K − a − b. Deoarece cele trei valori numerice nu pot varia independent - există doar două grade de libertate, ca urmare este posibil să se reprezinte grafic combinațiile tuturor celor trei variabile în doar două dimensiuni.
Avantajul utilizării unei diagrame ternare pentru reprezentarea compozițiilor chimice este că trei variabile pot fi reprezentate convenabil în bidimensional. Diagramele ternare pot fi utilizate și pentru a crea diagrame de fază prin trasare în diagramă a regiunilor de compoziție în care există diferite faze.
Valorile unui punct dintr-o diagramă ternară corespund (până la o constantă) coordonatelor sale triliniare sau coordonatelor baricentrice.

## Citirea valorilor într-o diagramă ternară
Există trei metode echivalente care pot fi utilizate pentru a determina valorile unui punct din diagramă:
1. Dreapta paralelă sau metoda grilei. Prima metodă constă în utilizarea pe diagramă a unei grile formate din linii paralele cu laturile triunghiului. O paralelă cu o latură a triunghiului este constanta locului punctului în componentul situat în vârful opus laturii. Fiecare component se află 100 % într-un vârf al triunghiului și 0 % pe latura acestuia, scăzând liniar odată cu creșterea distanței (perpendiculară pe latura opusă) față de acest vârf. Prin trasarea unor linii paralele la intervale regulate între linia de zero și vârf, se pot stabili diviziuni fine pentru o estimare ușoară.
2. Dreapta perpendiculară sau metoda înălțimii. Pentru diagramele care nu au linii de grilă, cea mai ușoară modalitate de a determina valorile este de a determina cele mai scurte distanțe (adică perpendicularele) de la punctul de interes la fiecare dintre cele trei laturi. Conform teoremei lui Viviani, distanțele (sau rapoartele distanțelor la înălțimea triunghiului) dau valoarea fiecărui component.
3. Dreapta prin vârf sau metoda intersecției. A treia metodă nu necesită trasarea unor drepte perpendiculare sau paralele. Liniile drepte sunt trasate din fiecare vârf prin punctul de interes, până la latura opusă a triunghiului. Lungimile acestor linii, precum și lungimile segmentelor dintre punct și laturile corespunzătoare, sunt măsurate individual. Raportul segmentelor măsurate dă apoi valoarea componentului ca o fracție de 1 sau 100 %.

O deplasare de-a lungul unei drepte paralele (linie de grilă) conservă suma a două valori, în timp ce deplasarea de-a lungul unei perpendiculare crește (sau descrește) cele două valori cu aceeași cantitate, fiecare jumătate din scăderea (creșterea) celei de-a treia valori. Mișcarea de-a lungul unei drepte care trece printr-un vârf păstrează raportul celorlalte două valori.

Metoda înălțimii
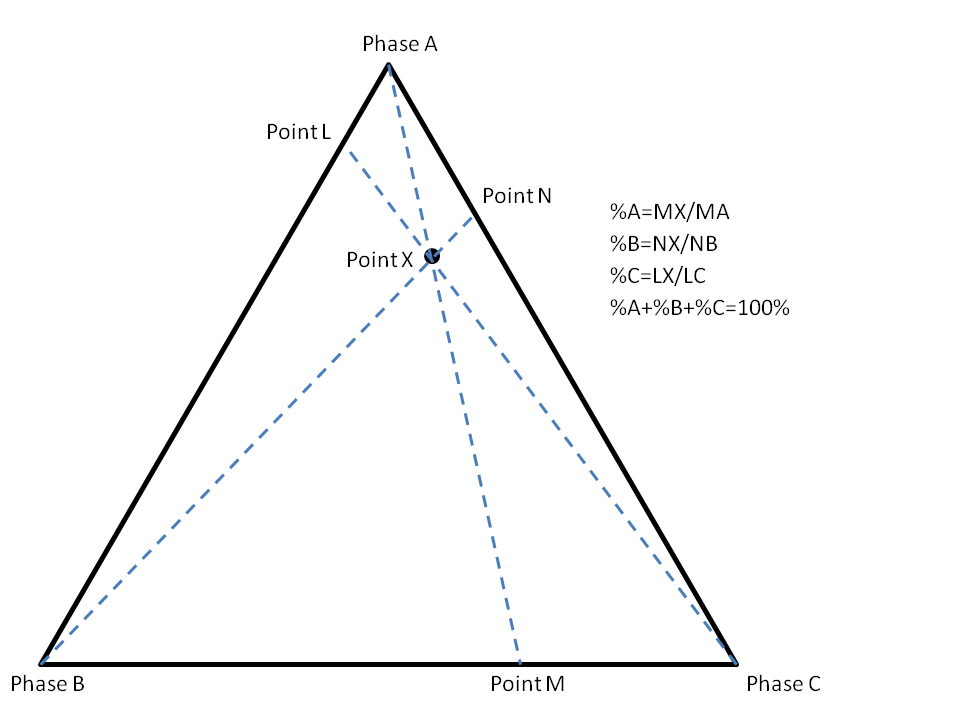
Metoda intersecției
Diagramă ternară fără puncte trasate
Diagramă ternară cu incremente pe prima axă
Diagramă ternară cu incremente pe a doua axă
Diagramă ternară cu incremente pe a treia axă
Cum lucrează axele
Diagramă ternară cu linii de grilă majore
Diagramă ternară cu linii de grilă majore și minore

## Obținerea din coordonate carteziene

Obținerea diagramei ternare din coordonate carteziene

Figura (1) prezintă o proiecție oblică⁠(d) a punctului P(a,b,c) într-un spațiu cartezian tridimensional cu axele a, b și c.
Dacă a + b + c = K (o constantă pozitivă), P este restricționat la un plan care conține A(K,0,0), B(0,K,0) și C(0,0,K). Dacă a, b și c nu pot fi fiecare negative, P este restricționat la triunghiul delimitat de A, B și C, ca în (2).
În (3), axele sunt rotite pentru a oferi o vizualizare izometrică. Triunghiul, privit din față, apare echilateral.
În (4), distanțele lui P față de liniile BC, AC și AB sunt notate cu a′, b′ și respectiv c′.
Pentru orice dreaptă l = s + t n̂ în formă vectorială (n̂ este un versor) și un punct p, distanța perpendiculară de la p la l este:
{\displaystyle \left\|(\mathbf {s} -\mathbf {p} )-{\bigl (}(\mathbf {s} -\mathbf {p} )\cdot \mathbf {\hat {n}} {\bigr )}\mathbf {\hat {n}} \right\|}
În acest caz, punctul P este la
{\displaystyle \mathbf {p} ={\begin{pmatrix}a\\b\\c\end{pmatrix}}}
Dreapta BC are
{\displaystyle \mathbf {s} ={\begin{pmatrix}0\\K\\0\end{pmatrix}}\quad {\text{și}}\quad \mathbf {\hat {n}} ={\frac {{\begin{pmatrix}0\\K\\0\end{pmatrix}}-{\begin{pmatrix}0\\0\\K\end{pmatrix}}}{\left\|{\begin{pmatrix}0\\K\\0\end{pmatrix}}-{\begin{pmatrix}0\\0\\K\end{pmatrix}}\right\|}}={\frac {\begin{pmatrix}0\\K\\-K\end{pmatrix}}{\sqrt {0^{2}+K^{2}+{(-K)}^{2}}}}={\begin{pmatrix}0\\{\frac {1}{\sqrt {2}}}\\-{\frac {1}{\sqrt {2}}}\end{pmatrix}}\,.}
Folosind formula distanței perpendiculare,
{\displaystyle {\begin{aligned}a'&=\left\|{\begin{pmatrix}-a\\K-b\\-c\end{pmatrix}}-\left({\begin{pmatrix}-a\\K-b\\-c\end{pmatrix}}\cdot {\begin{pmatrix}0\\{\frac {1}{\sqrt {2}}}\\-{\frac {1}{\sqrt {2}}}\end{pmatrix}}\right){\begin{pmatrix}0\\{\frac {1}{\sqrt {2}}}\\-{\frac {1}{\sqrt {2}}}\end{pmatrix}}\right\|\\[10px]&=\left\|{\begin{pmatrix}-a\\K-b\\-c\end{pmatrix}}-\left(0+{\frac {K-b}{\sqrt {2}}}+{\frac {c}{\sqrt {2}}}\right){\begin{pmatrix}0\\{\frac {1}{\sqrt {2}}}\\-{\frac {1}{\sqrt {2}}}\end{pmatrix}}\right\|\\[10px]&=\left\|{\begin{pmatrix}-a\\K-b-{\frac {K-b+c}{2}}\\-c+{\frac {K-b+c}{2}}\end{pmatrix}}\right\|=\left\|{\begin{pmatrix}-a\\{\frac {K-b-c}{2}}\\{\frac {K-b-c}{2}}\end{pmatrix}}\right\|\\[10px]&={\sqrt {{(-a)}^{2}+{\left({\frac {K-b-c}{2}}\right)}^{2}+{\left({\frac {K-b-c}{2}}\right)}^{2}}}={\sqrt {a^{2}+{\frac {{(K-b-c)}^{2}}{2}}}}\end{aligned}}}
și substituind K = a + b + c,
{\displaystyle a'={\sqrt {a^{2}+{\frac {{(a+b+c-b-c)}^{2}}{2}}}}={\sqrt {a^{2}+{\frac {a^{2}}{2}}}}=a{\sqrt {\frac {3}{2}}}}
Similar, pentru dreptele AC și AB se obține
{\displaystyle b'=b{\sqrt {\frac {3}{2}}}\quad {\text{și}}\quad c'=c{\sqrt {\frac {3}{2}}}}
Aceasta arată că distanța punctului față de dreptele respective este liniar proporțională cu valorile originale a, b și c.

## Trasarea unei diagrame ternare

Analog pe o grilă carteziană prin adăugarea de linii cu panta −1. Scara axei c este din cea a axelor a și b. Crucea indică punctul a = b = c.

Coordonatele carteziene sunt utile pentru reprezentarea grafică a punctelor din triunghi. Fie un grafic ternar echilateral unde a = 100 % este plasat la (x,y) = (0,0) și b = 100 % la (1,0). Atunci c = 100 % este {\textstyle ({\frac {1}{2}}{\frac {\sqrt {3}}{2}}),} iar triplul (a,b,c) este
{\displaystyle \left({\frac {1}{2}}\cdot {\frac {2b+c}{a+b+c}},{\frac {\sqrt {3}}{2}}\cdot {\frac {c}{a+b+c}}\right)\,.}

## Example

Un triunghi colorat cu de la

Acest exemplu arată cum funcționează acest lucru pentru un set ipotetic de trei probe de sol:
| Probă   | Argilă | Nămol | Nisip | Observații |
| ------- | ------ | ----- | ----- | --- |
| Proba 1 | 50 %   | 20 %  | 30 %  | Deoarece argila și nămolul reprezintă împreună 70 % din această probă, proporția de nisip trebuie să fie de 30 % pentru ca suma componenților să ajungă la 100 %. |
| Proba 2 | 10 %   | 60 %  | 30 %  | Proporția de nisip este de 30 %, ca în proba 1, dar pe măsură ce proporția de nămol crește cu 40 %, proporția de argilă scade corespunzător.                      |
| Proba 3 | 10 %   | 30 %  | 60 %  | Această probă are aceeași proporție de argilă ca și proba 2, dar proporțiile de nămol și nisip sunt inversate; diagrama este reflectată față de axa sa verticală. |

### Reprezentarea punctelor

Proba 1 (pasul 1): Trasarea dreptei de argilă 50 %
Proba 1 (pasul 2): Trasarea dreptei de nămol 20 %
Proba 1 (pasul 3): Intersecția primelor două este dreapta de nisip 30 %
Reprezentarea tuturor probelor

## Listă cu diagrame ternare notabile
- Diagrama cromatică
- Diagramă de Finetti
- Diagramă Dalitz
- Diagramă de inflamabilitate
- Diagramă Piper